# Дич
Дич — село в Україні, у Конотопському районі Сумської області. Населення становить 265 осіб. До 2017 орган місцевого самоврядування — Червонослобідська сільська рада.

## Назва
В давнину в цій місцевості було багато дичі, особливо качок.

## Географія
Село Дич розташоване на лівому березі річки Сейм у місці де впадають у неї річка Чаша, вище за течією на відстані 1 км розташоване село Червона Слобода, нижче за течією на відстані 3.5 км розташоване село Скуносове, на протилежному березі — село Зінове, за 3 км — зняте з обліку 2006 року с. Петухівка.
Річка у цьому місці звивиста, утворює лимани, стариці та заболочені озера.

## Історія
- За даними на 1862 рік у власницькому селі Путивльського повіту Курської губернії мешкало 1276 осіб (298 чоловіків та 303 жінки), налічувалось 32 дворових господарства[1].
- Виконувач посаду судового пристава при Путивльському мировому суді пан Виходців, який мешкав у власному будинку у 2-й частині м. Путивля, у газеті «Курські губернські відомості» № 3 від 9.01.1873 р. розмістив об'яву, у якій оголошував, що 25 січня 1873 року о 10 годині ранку на Путивльському мировому з'їзді буде здійснений публічний продаж садибної ділянки з садом площею 4 десятини та 2 десятини орної землі, суміжної з садибною ділянкою, що належить підпоручиці Катерині Іванівні Масалітіновій за неплатіж нею дворянці Марфі Петрівні Масалітіновій 500 рублів сріблом, присуджених паном мировим суддею 3-ї дільниці Путивльської округи. Маєток цей знаходиться у деревні Дич Путивльського повіту, у залозі не перебуває. Торг розпочнеться з суми 310 рублів, у яку оцінено маєток.
- Село постраждало внаслідок геноциду українського народу, проведеного урядом СССР 1932—1933 — вимирали сім'ями — та 1946–1947 роках[2], встановлено смерті 13 людей[3].
- 12 червня 2020 року, відповідно до розпорядження Кабінету Міністрів України № 723-р «Про визначення адміністративних центрів та затвердження територій територіальних громад Сумської області», село увійшло до складу Буринської міської громади[4].
- 19 липня 2020 року, в результаті адміністративно-територіальної реформи та ліквідації Буринського району, увійшло до складу новоутвореного Конотопського району[5].

## Політика

### Парламентські вибори, 2019
На позачергових парламентських виборах 2019 року у селі функціонувала окрема виборча дільниця № 590092, розташована у приміщенні будинку культури.
Результати
- зареєстровано 154 виборці, явка 58,44%, найбільше голосів віддано за «Слугу народу» — 38,89%, за Всеукраїнське об'єднання «Батьківщина» — 25,56%, за «Силу і честь» — 8,89%[6]. В одномандатному окрузі найбільше голосів отримав Віктор Ладуха (Всеукраїнське об'єднання «Батьківщина») — 50,00%, за Максима Гузенка (Слуга народу) — 29,55%, за Дмитра Кірюхіна (Сила і честь) — 5,68%[7].

## Економіка
- Молочно-товарна ферма.
- «Червонослобідське», ПП.
- «Морщ», фермерське господарство.

## Соціальна сфера
- Будинок культури.

## Пам'ятки
- Поселення[d] (бронзовий вік, раннє середньовіччя (колочинська культура V—VII ст.));
- Городище і селище[d] (IX—XIII ст.);
- Могила Є. В. Аникиєнка[d], який загинув у Афганістані;